# Coccidoctonus trinidadensis
Coccidoctonus trinidadensis är en stekelart som beskrevs av Crawford 1912. Coccidoctonus trinidadensis ingår i släktet Coccidoctonus och familjen sköldlussteklar.
Artens utbredningsområde är:
- Puerto Rico.
- Barbados.
- Grenada.

Inga underarter finns listade i Catalogue of Life.